# Казалольдо
Казалольдо (італ. Casaloldo) — муніципалітет в Італії, у регіоні Ломбардія,  провінція Мантуя.
Казалольдо розташоване на відстані близько 410 км на північний захід від Рима, 105 км на схід від Мілана, 27 км на захід від Мантуї.
Населення — 2692 особи (2014).

## Демографія
Населення за роками:

Станом на 1 січня 2023 року в муніципалітеті офіційно проживало 380 іноземців з 25 країн, серед них 41 громадянин країн Євросоюзу та 15 громадян України.

## Сусідні муніципалітети
- Азола
- Кастель-Гоффредо
- Черезара
- П'юбега